# Andrew Carignan
Pour les articles homonymes, voir Carignan.
Gary Andrew Carignan (né le 23 juillet 1986 à New London, Connecticut, États-Unis) est un lanceur de relève droitier des Ligues majeures de baseball qui a joué avec les Athletics d'Oakland en 2011 et 2012.

## Carrière
Joueur de l'université de Caroline du Nord à Chapel Hill, Andrew Carignan est un choix du cinquième tour des Athletics d'Oakland en 2007.
Il fait ses débuts dans le baseball majeur avec Oakland le 2 septembre 2011.